# Oreogrammitis carrii
Oreogrammitis carrii är en stensöteväxtart som beskrevs av Barbara S. Parris. Oreogrammitis carrii ingår i släktet Oreogrammitis och familjen Polypodiaceae. Inga underarter finns listade.